# Высокое (Ивановский район)
Высокое — упразднённое село в Ивановском районе Амурской области. Исключено из учётных данных в 1980 году.

## География
Село располагалось севернее урочища Колесников Лиман, на расстоянии примерно 6 километров (по прямой) к северо-востоку от села Новоалексеевка.

## История
Решением Исполнительного комитета Амурского областного Совета народных депутатов от 27 июля 1966 г. № 453 зарегистрирован и присвоено наименование населённому пункту 2-е отделение Новоалексеевского совхоза — село Высокое.
Решением Амурского исполкома от 27 мая 1980 года № 255, село Высокое исключено из учётных данных как несуществующее.